# Weekly Idol
Weekly Idol (tiếng Hàn: 주간 아이돌; Romaja: Jugan Aidol) là chương trình truyền hình thực tế Hàn Quốc, được phát sóng vào thứ tư hằng tuần lúc 18:00 trên kênh MBC Every1, kênh truyền hình cáp MBC hài kịch và chương trình thực tế. Người dẫn chương trình và đem lại sự thành công cho chương trình là danh hài Jeong Hyeong-don và rapper Defconn.. Ngày 22/2/2018, chương trình được thay thế người dẫn chương trình mới bao gồm Lee Sang-min, Yoo Se-yoon và Kim Shin-young.Hiện tại người dẫn chương trình là Eunhyuk ( Super Junior ) và Kwanghee ( ZE:A ) .

## Nội dung
Chương trình bao gồm một số phân khúc, một trong số đó được gọi là Real Chart! Idol Self-Ranking, nơi mà thần tượng được yêu cầu xếp hạng với nhau về các chủ đề khác nhau và công bố kết quả ngay sau đó.
Idol of the Week, phân khúc thứ hai, các nhóm nhạc giữ vai trò khách mời sẽ biểu diễn một số tài năng. Nhóm nhạc thần tượng đầu tiên đã ghi hình cho phân khúc này là INFINITE. Phân khúc này gồm một số cảnh quay sau:
- "Random Play Dance" –  Nhân viên sẽ mở một đoạn nhạc bất kì trong ca khúc do chính họ trình bày. Đoạn nhạc sẽ dừng lại ngẫu nhiên hoặc chuyển sang đoạn khác và nhiệm vụ của họ là phải thực hiện vũ đạo thích hợp của mỗi đoạn nhạc.
- "Profile Verification" – Người dẫn chương trình (Jeong Hyeong-don và Defconn) đưa ra thông tin cá nhân, sự thật, sự kiện và những tin đồn xung quanh khách mời được chuẩn bị từ các nhân viên trong đoàn. Các khách mời cần phải chứng mình, hoặc tự nguyên chứng minh những điều trên.
- "Win Against Idol" – Khách mời sẽ chơi trò chơi với người dẫn chương trình. Nếu khách mời có thể đánh bại người dẫn chương trình, thì họ sẽ nhận được một phần quà đặc biệt và người thua cuộc (thường là MC) phải chịu hình phạt thể chất từ người chiến thắng.
- "Grill Idol" – Một cảnh quay đặc biệt, các khách mời phải trả lời chính xác câu hỏi từ MC được đặt trên tấm bảng. Sau khi khách mời trả lời đúng đáp án thì họ cóa thể ăn thịt bò nướng Hanwoo do các nhân viên chuẩn bị. Jung Ilhoon thành biên nhóm BtoB thường xuất hiện với vai trò khách mời đặc biệt trong cảnh quay này từ 11/2012.
- "DoniConi Idol Call Center" - Một trung tâm gọi điện thoại đặc biệt được chuẩn bị trong vòng 14 giờ trước khi ghi hình và người hâm mộ có thể gọi đến và để lại lời nhắn cho thần tượng của họ, sau đó nó sẽ được tiết lộ đến các thần tượng.
- "99 Seconds Challenge" - Các khách mời cần phải hoàn thành một nhiệm vụ nhất định trong thời gian 99 giây. Nếu họ thất bại, họ sẽ phải nhận một hình phạt mà các họ đã viết trước đây và mọi người cần bỏ phiếu để chọn người sẽ gánh lấy hình phạt. Phân khúc mới này bắt đầu vào năm 2015 từ tập 205 mà Teen Top là khách mời.

Tại mỗi phân khúc, họ trò chuyện một cách thân mật, tạo cơ hội cho các MC đưa ra lời nhận xét hài hước về các thần tượng hoặc ngược lại
Từ 31/12/2011, "Weekly Idol Award" là tập cuối cùng của năm. Trong tập này, MC sẽ tổng kết các phân đoạn và sự xuất hiện của các khách mời trong năm qua.

## Người dẫn chương trình

### Hiện tại
- Eun Hyuk (Super Junior) (Tập 456 - Hiện tại)
- Kwang Hee

### Trước đây
- Jeong Hyeong-don (Tập 1-226; tập 271[2]-348)
- Defconn (Tập 1-348)
- Heechul (Super Junior) (Tập 229-230, 245-270, 275, 300)
- Hani (EXID) (Tập 245-270, 275, 300)

### Khách mời
- Haha (Tập. 45)
- Sistar's Hyo-rin & Soyou (Tập. 45)
- After School's Lizzy (Tập. 52-53)
- Infinite's Kim Sung-kyu & Hoya (Tập. 64)
- 4Minute's Kwon So-hyun (Tập. 75,84)
- Apink's Namjoo (Tập. 114-115)
- BTOB's Sungjae (Tập. 130-131)
- AOA's Jimin (Tập. 140-141)
- BTOB's Eunkwang (Tập. 163, 172, 184)
- VIXX's Hyuk (Tập. 220)
- BTS (Tập 144, 203, 229)
- Seventeen (Tập 222, 308, 342)
- Teentop (Tập 91, 205,)
- EXO (Tập 103, 108)
- SHINee (Tập 41, 89, 272, 359)

### Idol thay thế Doni
Sau khi Jeong Hyeong Don nghỉ phép cho các hoạt động phát sóng bắt đầu tập 227, chương trình đã được giới thiệu trong đó thần tượng mà Hyeong Don gần gũi sẽ đến dẫn chương trình thay thế cho anh ấy.
- Infinite's Sungkyu (Tập. 227-228)
- Super Junior's Heechul (Tập. 229-230, 245-270)
- Apink's Bomi (Tập. 231)
- Girls' Generation's Sunny (Tập. 232-233)
- Super Junior's Leeteuk (Tập. 234-235)
- CNBLUE's Jung Yong-hwa (Tập. 236, 238)
- Shinhwa's Andy (Tập. 237)
- BEAST's Yoon Doojoon (Tập 239-240)
- EXID's Hani (Tập. 245-270)

### MC Phụ
- BTOB's Jung Ilhoon (Tập. 70, 72, 74, 77, 80-81, 83-85, 87-88, 91, 95-99, 102, 104-107, 109-114, 117-141, 143-150, 152-154, 159-168, 170-175, 178-184, 189-191, 194-199, 202-206)
- Apink's Yoon Bomi (Tập. 104-107, 109-129, 132-139, 143-150, 152-155, 158-162, 164-168, 170-171, 173-183, 186, 188-199, 202, 204-206)
- Apink's Hayoung (Tập. 155, 158, 176-177, 186, 188, 214-216, 219-220, 222-223, 225, 227-228, 231-)
- VIXX's N (Tập. 214-216, 219, 222-223, 227-228, 231-)
- AOA's Mina (Tập. 214-216, 219-220, 222-223, 225, 231-)

## Danh sách tập

### 2011
| Tập | Ngày phát sóng | Khách mời      | Chú thích                                   |
| --- | -------------- | -------------- | ------------------------------------------- |
| 1   | 23/07/2011     | -              | 'Real Chart! Idol Self-Ranking' corner only |
| 2   | 30/07/2011     | -              | 'Real Chart! Idol Self-Ranking' corner only |
| 3   | 06/08/2011     | -              | 'Real Chart! Idol Self-Ranking' corner only |
| 4   | 13/08/2011     | INFINITE       | Introduced 'Idol of the Week' corner        |
| 5   | 20/08/2011     | MBLAQ          |                                             |
| 6   | 27/08/2011     | ZE:A           |                                             |
| 7   | 03/09/2011     | -              | Không khách mời, có CG: BEAST               |
| 8   | 10/09/2011     | SISTAR         |                                             |
| 9   | 17/09/2011     | 4minute        |                                             |
| 10  | 24/09/2011     | U-KISS         |                                             |
| 11  | 01/10/2011     | G.NA           |                                             |
| 12  | 08/10/2011     | CHI CHI        | CG: Kara                                    |
| 13  | 15/10/2011     | Rainbow        |                                             |
| 14  | 22/10/2011     | -              | Không khách mời, có CG: Girls' Generation   |
| 15  | 29/10/2011     | FT Island      |                                             |
| 16  | 05/11/2011     | -              | Không khách mời, có CG: Kim Hyun-Joong      |
| 17  | 12/11/2011     | Orange Caramel |                                             |
| 18  | 19/11/2011     | Girl's Day     |                                             |
| 19  | 26/11/2011     | Secret         |                                             |
| 20  | 3/12/2011      | INFINITE       |                                             |
| 21  | 10/12/2011     | Rainbow, MBLAQ |                                             |
| 22  | 17/12/2011     | Wonder Girls   |                                             |
| 23  | 24/12/2011     | INFINITE       |                                             |
| 24  | 31/12/2011     | -              | Lễ trao giải Weekly Idol lần 1              |

### 2012
| Tập | Ngày phát sóng | Khách mời                         | Chú thích                                                    |
| --- | -------------- | --------------------------------- | ------------------------------------------------------------ |
| 25  | 07/01/2012     | Apink                             |                                                              |
| 26  | 14/01/2012     | B1A4                              |                                                              |
| 27  | 21/01/2012     | Boyfriend                         |                                                              |
| 28  | 28/01/2012     | Dal Shabet                        |                                                              |
| 29  | 04/02/2012     | T-ara                             |                                                              |
| 30  | 11/02/2012     | MBLAQ                             |                                                              |
| 31  | 18/02/2012     | Teen Top                          |                                                              |
| 32  | 25/02/2012     | Teen Top                          | Xuất hiện: Andy (Shinhwa)                                    |
| 33  | 03/03/2012     | Jay Park                          |                                                              |
| 34  | 14/03/2012     | FT Island                         |                                                              |
| 35  | 21/03/2012     | Miss A                            |                                                              |
| 36  | 28/03/2012     | Miss A                            |                                                              |
| 37  | 04/04/2012     | Haha                              |                                                              |
| 38  | 11/04/2012     | Haha                              |                                                              |
| 39  | 18/04/2012     | 2AM                               |                                                              |
| 40  | 25/04/2012     | B1A4                              |                                                              |
| 41  | 02/05/2012     | SHINee                            |                                                              |
| 42  | 09/05/2012     | SHINee                            |                                                              |
| 43  | 16/05/2012     | 4Minute, BTOB                     |                                                              |
| 44  | 23/05/2012     | Apink                             |                                                              |
| 45  | 30/05/2012     | Hyungdon và Daejun                | MC đặc biệt: Haha, SISTAR (Hyolyn, Soyou)                    |
| 46  | 06/06/2012     | Nine Muses                        |                                                              |
| 47  | 13/06/2012     | INFINITE                          |                                                              |
| 48  | 20/06/2012     | INFINITE                          |                                                              |
| 49  | 27/06/2012     | Teen Top                          |                                                              |
| 50  | 04/07/2012     | G.NA                              |                                                              |
| 51  | 11/07/2012     | f(x)                              |                                                              |
| 52  | 18/07/2012     | After School                      | Tập đặc biệt: Kỉ niệm 1 năm                                  |
| 53  | 25/07/2012     | After School                      | Tập đặc biệt: Kỉ niệm 1 năm                                  |
| 54  | 01/08/2012     | Hello Venus và NU'EST             |                                                              |
| 55  | 08/08/2012     | Haha, Skull                       |                                                              |
| 56  | 15/08/2012     | INFINITE                          |                                                              |
| 57  | 22/08/2012     | B.A.P                             |                                                              |
| 58  | 29/08/2012     | B2ST                              |                                                              |
| 59  | 05/09/2012     | B2ST                              |                                                              |
| 60  | 12/09/2012     | Super Junior                      |                                                              |
| 61  | 19/09/2012     | Super Junior                      |                                                              |
| 62  | 26/09/2012     | Secret                            |                                                              |
| 63  | 03/10/2012     | Secret                            |                                                              |
| 64  | 10/10/2012     | Tasty, Hyungdon và Daejun         |                                                              |
| 65  | 17/10/2012     | ZE:A                              |                                                              |
| 66  | 24/10/2012     | BTOB                              |                                                              |
| 67  | 31/10/2012     | Orange Caramel                    |                                                              |
| 68  | 07/11/2012     | Spica, Fiestar                    |                                                              |
| 69  | 14/11/2012     | Miss A                            |                                                              |
| 70  | 21/11/2012     | Miss A                            |                                                              |
| 71  | 28/11/2012     | Block B                           |                                                              |
| 72  | 05/12/2012     | Jewelry                           | MC đặc biệt: Ilhoon (BTOB)                                   |
| 73  | 12/12/2012     | B1A4                              | Xuất hiện: Hyukjin (100%)                                    |
| 74  | 19/12/2012     | Girl's Day                        | MC đặc biệt: Ilhoon (BTOB)                                   |
| 75  | 26/12/2012     | Sungkyu (INFINITE), Ilhoon (BTOB) | Lễ trao giải Weekly Idol lần 2 MC đặc biệt: Sohyun (4Minute) |

### 2013
| Tập | Ngày phát sóng | Khách mời                                   | Chú thích                                         |
| --- | -------------- | ------------------------------------------- | ------------------------------------------------- |
| 76  | 02/01/2013     | Ailee                                       |                                                   |
| 77  | 09/01/2013     | Yang Yo Seob (B2ST), Ilhoon (BTOB)          |                                                   |
| 78  | 16/01/2013     | Hello Venus                                 |                                                   |
| 79  | 23/01/2013     | Infinite H                                  |                                                   |
| 80  | 30/01/2013     | 2Yoon, Sohyun (4Minute)                     |                                                   |
| 81  | 06/02/2013     | Nine Muses                                  | MC đặc biệt: Ilhoon (BTOB)                        |
| 82  | 13/02/2013     | Dal Shabet                                  |                                                   |
| 83  | 20/02/2013     | Sistar19                                    |                                                   |
| 84  | 27/02/2013     | Huh Gak, Hyungdon và Daejun                 | MC đặc biệt: Sohyun (4Minute), Ilhoon (BTOB)      |
| 85  | 06/03/2013     | B.A.P                                       | Xuất hiện: Kim Bohyung (SPICA)                    |
| 86  | 13/03/2013     | Rainbow                                     |                                                   |
| 87  | 20/03/2013     | 4Minute                                     | Weekly idol ở Nhật Bản MC đặc biệt: Ilhoon (BTOB) |
| 88  | 27/03/2013     | 4Minute                                     | Weekly idol ở Nhật Bản MC đặc biệt: Ilhoon (BTOB) |
| 89  | 03/04/2013     | SHINee                                      |                                                   |
| 90  | 10/04/2013     | SHINee                                      |                                                   |
| 91  | 17/04/2013     | SPEED                                       | MC đặc biệt: Ilhoon (BTOB)                        |
| 91  | 17/04/2013     | Teen Top                                    |                                                   |
| 92  | 24/04/2013     | RaNia                                       |                                                   |
| 93  | 01/05/2013     | INFINITE                                    |                                                   |
| 94  | 08/05/2013     | INFINITE                                    |                                                   |
| 95  | 15/05/2013     | Secret                                      |                                                   |
| 96  | 22/05/2013     | 15&                                         |                                                   |
| 97  | 29/05/2013     | B1A4                                        |                                                   |
| 98  | 05/06/2013     | BTOB                                        |                                                   |
| 99  | 12/06/2013     | 100%                                        |                                                   |
| 100 | 19/06/2013     | Rainbow, Secret, 4Minute                    | Tập đặc biệt thứ 100                              |
| 101 | 26/06/2013     | Rainbow, Secret, 4Minute                    | Tập đặc biệt thứ 100                              |
| 102 | 03/07/2013     | MBLAQ                                       |                                                   |
| 103 | 10/07/2013     | EXO                                         |                                                   |
| 104 | 17/07/2013     | Apink                                       |                                                   |
| 105 | 24/07/2013     | Girl's Day                                  | Weekly Idol kỷ niệm 2 năm                         |
| 106 | 31/07/2013     | Jewelry                                     |                                                   |
| 107 | 07/08/2013     | INFINITE                                    | Summer Special 1                                  |
| 108 | 14/08/2013     | EXO                                         | Summer Special 2                                  |
| 109 | 21/08/2013     | B2ST                                        | Summer Special 3                                  |
| 110 | 28/08/2013     | B2ST                                        | Summer Special 3                                  |
| 111 | 04/09/2013     | B.A.P                                       | Summer Special 4                                  |
| 112 | 11/09/2013     | Tasty                                       | Xuất hiện: Defconn MC đặc biệt: Bomi (Apink)      |
| 113 | 18/09/2013     | BTOB                                        | Chuseok Special                                   |
| 114 | 25/09/2013     | A-Jax, 2EYES                                |                                                   |
| 115 | 02/10/2013     | Teen Top                                    |                                                   |
| 116 | 09/10/2013     | Henry (Super Junior-M)                      | Xuất hiện: Kyuhyun (Super Junior)                 |
| 117 | 16/10/2013     | LADIES' CODE                                |                                                   |
| 118 | 23/10/2013     | Block B                                     |                                                   |
| 119 | 30/10/2013     | SPICA                                       |                                                   |
| 120 | 06/11/2013     | IU                                          |                                                   |
| 121 | 13/11/2013     | IU                                          |                                                   |
| 122 | 20/11/2013     | K.Will                                      |                                                   |
| 123 | 27/11/2013     | Park Ji-yoon, Lim Kim                       |                                                   |
| 124 | 04/12/2013     | G-Dragon                                    |                                                   |
| 125 | 11/12/2013     | G-Dragon                                    |                                                   |
| 126 | 18/12/2013     | Shin Bora                                   |                                                   |
| 127 | 25/12/2013     | Bomi (Apink), Ilhoon (BTOB), P.O. (Block B) | Lễ trao giải Weekly Idol lần 3                    |

### 2014
| Tập | Ngày phát sóng | Khách mời | Chú thích                                                               |  |
| --- | -------------- | --- | ----------------------------------------------------------------------- |  |
| 128 | 01/01/2014     | Heechul (Super Junior) |                                                                         |  |
| 129 | 08/01/2014     | Yong Jun-hyung (B2ST) |                                                                         |  |
| 130 | 15/01/2014     | Secret |                                                                         |  |
| 131 | 22/01/2014     | AOA |                                                                         |  |
| 132 | 29/01/2014     | Rainbow Blaxx |                                                                         |  |
| 133 | 05/02/2014     | History |                                                                         |  |
| 134 | 12/02/2014     | Girl's Day |                                                                         |  |
| 135 | 19/02/2014     | B1A4 |                                                                         |  |
| 136 | 26/02/2014     | BTOB |                                                                         |  |
| 137 | 05/03/2014     | B.A.P |                                                                         |  |
| 138 | 12/03/2014     | Gain |                                                                         |  |
| 139 | 19/03/2014     | CNBLUE |                                                                         |  |
| 140 | 26/03/2014     | CNBLUE |                                                                         |  |
| 141 | 02/04/2014     | 4Minute |                                                                         |  |
| 142 | 09/04/2014     | Apink |                                                                         |  |
| 143 | 16/04/2014     | Crayon Pop |                                                                         |  |
| 144 | 30/04/2014     | Bangtan Boys |                                                                         |  |
| 145 | 07/05/2014     | BESTie, 100% |                                                                         |  |
| 146 | 14/05/2014     | GOT7 |                                                                         |  |
| 147 | 21/05/2014     | G.NA | Xuất hiện: Ilhoon (BTOB)                                                |  |
| 148 | 28/05/2014     | Jun Hyoseong (Secret) |                                                                         |  |
| 149 | 04/06/2014     | Ji yeon (T-ara) |                                                                         |  |
| 150 | 11/06/2014     | Wheesung |                                                                         |  |
| 151 | 18/06/2014     | BEAST |                                                                         |  |
| 152 | 25/06/2014     | INFINITE | INFINITE's kỉ niệm lần xuất hiện thứ 10                                 |  |
| 153 | 02/07/2014     | INFINITE |                                                                         |  |
| 154 | 09/07/2014     | AOA |                                                                         |  |
| 155 | 16/07/2014     | Jung Joon Young |                                                                         |  |
| 156 | 23/07/2014     | GOT7, A Pink (Bomi, Namjoo, Hayoung), BTOB, Rainbow, BEAST (Doojoon, Yoseob, Dongwoon)                                                                 | Weekly Idol kỷ niệm 3 năm                                               |  |
| 157 | 30/07/2014     | 4Minute, Hyomin (T-ara), Nine Muses (Hyuna, Erin, Sungah, Kyungri), Boyfriend, FTISLAND (Jonghoon, Jaejin, Seunghyun), CNBLUE (Jonghyun, Minhyuk), AOA | Weekly Idol kỷ niệm 3 năm                                               |  |
| 158 | 06/08/2014     | Hyuna (4Minute) |                                                                         |  |
| 159 | 13/08/2014     | B1A4 |                                                                         |  |
| 160 | 20/08/2014     | Big Byung Sungjae (BtoB), N (VIXX), Hyuk (VIXX), Jackson (GOT7)                                                                                        |                                                                         |  |
| 161 | 27/08/2014     | Tiny - G |                                                                         |  |
| 162 | 03/09/2014     | Kara |                                                                         |  |
| 163 | 10/09/2014     | Kara |                                                                         |  |
| 164 | 17/09/2014     | NU'EST, Fiestar |                                                                         |  |
| 165 | 24/09/2014     | T-ara |                                                                         |  |
| 166 | 01/10/2014     | Kim Jong Min |                                                                         |  |
| 167 | 08/10/2014     | Teen Top |                                                                         |  |
| 168 | 15/10/2014     | Red Velvet |                                                                         |  |
| 169 | 22/10/2014     | Winner |                                                                         |  |
| 170 | 29/10/2014     | VIXX |                                                                         |  |
| 171 | 05/11/2014     | Orange Caramel |                                                                         |  |
| 172 | 12/11/2014     | Song Jieun (Secret) | Xuất hiện: Jung Hana (Secret)                                           |  |
| 173 | 19/11/2014     | AOA |                                                                         |  |
| 174 | 26/11/2014     | Boyfriend |                                                                         |  |
| 175 | 03/12/2014     | Apink |                                                                         |  |
| 176 | 10/12/2014     | Kim lan, Changjo (Teen Top) | Xuất hiện: Sweden Laundry                                               |  |
| 177 | 17/12/2014     | GOT7 |                                                                         |  |
| 178 | 24/12/2014     | EXID |                                                                         |  |
| 179 | 31/12/2014     | Big Byung Sungjae (BTOB), N (VIXX), Hyuk (VIXX), Jackson (GOT7)                                                                                        | Lễ trao giải Weekly Idol lần 4 MC đặc biệt: Bomi (Apink), Ilhoon (BTOB) |  |

### 2015
| Tập | Ngày phát sóng | Khách mời                                                                                                | Chú thích                                                        |
| --- | -------------- | --- | ---------------------------------------------------------------- |
| 180 | 07/01/2015     | Hong Jin Young                                                                                           |                                                                  |
| 181 | 14/01/2015     | Boys Republic                                                                                            |                                                                  |
| 182 | 21/01/2015     | Junggigo, Jooyoung, Mad Clown                                                                            |                                                                  |
| 183 | 28/01/2015     | Lizzy (After School)                                                                                     | Xuất hiện: Eunkwang (BTOB)                                       |
| 184 | 04/02/2015     | Nine Muses                                                                                               |                                                                  |
| 185 | 11/02/2015     | 4Minute                                                                                                  |                                                                  |
| 186 | 18/02/2015     | Jung Yong Hwa (CNBLUE)                                                                                   |                                                                  |
| 187 | 25/02/2015     | Big Byung Sungjae (BTOB), Hyuk (VIXX), Jackson(GOT7) Chamsonyeo G.NA, So-hyun (4Minute), Young-ji (KARA) |                                                                  |
| 188 | 04/03/2015     | Niel (Teen Top)                                                                                          | Xuất hiện: Teen Top (C.A.P, L.Joe, Ricky)                        |
| 189 | 11/03/2015     | Rainbow                                                                                                  |                                                                  |
| 190 | 18/03/2015     | Lovelyz                                                                                                  |                                                                  |
| 191 | 25/03/2015     | Boyfriend                                                                                                |                                                                  |
| 192 | 01/04/2015     | Apink | Weekly Idol ở Saipan để kỉ niệm 14 năm thành lập MBC Media Plus. |
| 193 | 08/04/2015     | Apink | Weekly Idol ở Saipan để kỉ niệm 14 năm thành lập MBC Media Plus. |
| 194 | 15/04/2015     | Berry Good và GFriend                                                                                    |                                                                  |
| 195 | 22/04/2015     | Kwill |                                                                  |
| 196 | 29/04/2015     | FT Island                                                                                                |                                                                  |
| 197 | 06/05/2015     | EXID |                                                                  |
| 198 | 13/05/2015     | CLC |                                                                  |
| 199 | 20/05/2015     | Sungkyu (Infinite)                                                                                       |                                                                  |
| 200 | 27/05/2015     | Jieun, Hana (Secret); Jimin, Choa (AOA); Soyu, Bora (Sistar); Sonamoo; N.Flying; Monsta X                | Tập đặc biệt thứ 200                                             |
| 201 | 03/06/2015     | Jieun, Hana (Secret); Jimin, Choa (AOA); Soyu, Bora (Sistar); Sonamoo; N.Flying; Monsta X                | Tập đặc biệt thứ 200                                             |
| 202 | 10/06/2015     | Kara |                                                                  |
| 203 | 17/06/2015     | UNIQ (Nửa đầu tập)                                                                                       |                                                                  |
| 203 | 17/06/2015     | Bangtan Boys                                                                                             |                                                                  |
| 204 | 24/06/2015     | AOA |                                                                  |
| 205 | 01/07/2015     | Teen Top                                                                                                 |                                                                  |
| 206 | 08/07/2015     | BTOB |                                                                  |
| 207 | 15/07/2015     | INFINITE                                                                                                 | Summer Special 1                                                 |
| 208 | 22/07/2015     | Apink | Summer Special 2                                                 |
| 209 | 29/07/2015     | Beast | Summer Special 3                                                 |
| 210 | 05/08/2015     | Girl's Day                                                                                               | Summer Special 4                                                 |
| 211 | 12/08/2015     | Wonder Girls                                                                                             | Summer Special 5                                                 |
| 212 | 19/08/2015     | Girls' Generation                                                                                        | Summer Special 6                                                 |
| 213 | 26/08/2015     | Girls' Generation                                                                                        | Summer Special 6                                                 |
| 214 | 02/09/2015     | Mamamoo                                                                                                  |                                                                  |
| 215 | 09/092015      | APRIL | Rookie Special 1                                                 |
| 216 | 16/09/2015     | Monsta X                                                                                                 | Rookie Special 2                                                 |
| 217 | 23/09/2015     | Red Velvet                                                                                               | Rookie Special 3                                                 |
| 218 | 30/09/2015     | CNBLUE                                                                                                   |                                                                  |
| 219 | 07/10/2015     | Lovelyz                                                                                                  |                                                                  |
| 220 | 14/10/2015     | GOT7 |                                                                  |
| 221 | 21/10/2015     | GFriend                                                                                                  |                                                                  |
| 222 | 28/10/2015     | SEVENTEEN                                                                                                |                                                                  |
| 223 | 04/11/2015     | Oh My Girl                                                                                               |                                                                  |
| 224 | 11/11/2015     | Brown Eyed Girls                                                                                         |                                                                  |
| 225 | 18/11/2015     | N.Flying                                                                                                 |                                                                  |
| 226 | 25/11/2015     | EXID |                                                                  |
| 227 | 02/12/2015     | VIXX | MC đặc biệt: Kim Sung-kyu (INFINITE)                             |
| 228 | 09/12/2015     | TWICE | MC đặc biệt: Kim Sung-kyu (INFINITE)                             |
| 229 | 16/12/2015     | Bangtan Boys                                                                                             | MC đặc biệt: Kim Heechul (Super Junior)                          |
| 230 | 23/12/2015     | Lovelyz (Jisoo, Kei, Sujeong), GFriend (Yerin, Yuju, SinB), TWICE (Nayeon, Dahyun, Tzuyu)                | MC đặc biệt: Kim Heechul (Super Junior)                          |
| 231 | 30/12/2015     | Hayoung (Apink), N (VIXX), Mina (AOA)                                                                    | Lễ trao giải weekly idols lần 5 MC đặc biệt: Bomi (Apink)        |

### 2016
| Tập | Ngày phát sóng | Khách mời                                                                     | Chú thích                                                         |
| --- | -------------- | ----------------------------------------------------------------------------- | ----------------------------------------------------------------- |
| 232 | 06/01/2016     | Lovelyz                                                                       | MC đặc biệt: Sunny (Girls' Generation)                            |
| 233 | 13/01/2016     | UP10TION                                                                      | MC đặc biệt: Sunny (Girls' Generation)                            |
| 234 | 20/01/2016     | Dal Shabet                                                                    | MC đặc biệt: Leeteuk (Super Junior)                               |
| 235 | 27/01/2016     | TAHITI, The Legend                                                            | MC đặc biệt: Leeteuk (Super Junior)                               |
| 236 | 03/02/2016     | GFriend                                                                       | Tập Đặc Biệt Mừng Năm Mới MC đặc biệt: Jung Yong-hwa (CNBLUE)     |
| 237 | 10/02/2016     | Shin Hye Sung (Shinhwa)                                                       | MC đặc biệt: Andy (Shinhwa)                                       |
| 238 | 17/02/2016     | Noel                                                                          | MC đặc biệt: Jung Yong-hwa (CNBLUE)                               |
| 239 | 24/02/2016     | AOA Cream                                                                     | MC đặc biệt: Yoon Doo-joon (BEAST)                                |
| 240 | 02/03/2016     | Mamamoo                                                                       | MC đặc biệt: Yoon Doo-joon (BEAST)                                |
| 241 | 09/03/2016     | Fiestar                                                                       | MC đặc biệt: K.Will                                               |
| 242 | 16/03/2016     | Red Velvet                                                                    | MC đặc biệt: K.Will                                               |
| 243 | 23/03/2016     | Cosmic Girls                                                                  | MC đặc biệt: Yoon Bo-mi (Apink)                                   |
| 244 | 30/03/2016     | Block B                                                                       | MC đặc biệt: Yoon Bo-mi (Apink)                                   |
| 245 | 06/04/2016     | Junhyung (BEAST), Bora (SISTAR), Solji (EXID), Jackson (GOT7)                 | MC thường xuyên: Heechul (Super Junior) & Hani (EXID)             |
| 246 | 13/04/2016     | Jackson (GOT7), Jooheon (Monsta X), Dahyun (Twice), LABOUM                    |                                                                   |
| 247 | 20/04/2016     | Park Jin Young                                                                |                                                                   |
| 248 | 27/04/2016     | Park Jin Young                                                                |                                                                   |
| 249 | 04/05/2016     | Twice                                                                         |                                                                   |
| 250 | 11/05/2016     | Lovelyz                                                                       |                                                                   |
| 251 | 18/05/2016     | AOA                                                                           |                                                                   |
| 252 | 25/05/2016     | Lee Hi                                                                        |                                                                   |
| 253 | 01/06/2016     | AKMU                                                                          |                                                                   |
| 254 | 08/06/2016     | EXID                                                                          | MC đặc biệt: Heechul (Super Junior)                               |
| 255 | 15/06/2016     | DIA                                                                           |                                                                   |
| 256 | 22/06/2016     | 4TEN, ASTRO, KNK                                                              |                                                                   |
| 257 | 29/06/2016     | BEAST                                                                         |                                                                   |
| 258 | 06/07/2016     | BEAST                                                                         |                                                                   |
| 259 | 13/07/2016     | GFriend, Gugudan                                                              |                                                                   |
| 260 | 20/07/2016     | Kim Sung-kyu (Infinite), Yoon Bomi (Apink), Ilhoon (BTOB), Jackson (GOT7)     |                                                                   |
| 261 | 27/07/2016     | BTOB, GOT7, GFriend, TWICE                                                    |                                                                   |
| 262 | 03/08/2016     | BTOB, GOT7, GFriend, TWICE                                                    |                                                                   |
| 263 | 10/08/2016     | Oh My Girl, GOT7                                                              | GOT7 ugly dance                                                   |
| 264 | 17/08/2016     | Dahyun (Twice), SinB (GFriend), Jackson (GOT7), and Jooheon (Monsta X)        |                                                                   |
| 265 | 24/08/2016     | NCT 127                                                                       |                                                                   |
| 266 | 31/08/2016     | I.O.I                                                                         |                                                                   |
| 267 | 07/09/2016     | Red Velvet                                                                    |                                                                   |
| 268 | 14/09/2016     | Không khách mời                                                               | (Best of Best)                                                    |
| 269 | 21/09/2016     | Infinite                                                                      |                                                                   |
| 270 | 28/09/2016     | GOT7                                                                          | Chia tay Heechul và Hani                                          |
| 271 | 05/10/2016     | Apink                                                                         | MC Doni trở lại                                                   |
| 272 | 12/10/2016     | SHINee                                                                        |                                                                   |
| 273 | 19/10/2016     | DIA,Dal Shabet                                                                |                                                                   |
| 274 | 26/10/2016     | Twice                                                                         |                                                                   |
| 275 | 02/11/2016     | —                                                                             | Những clip chưa được tiết lộ                                      |
| 276 | 09/11/2016     | BTOB                                                                          |                                                                   |
| 277 | 16/11/2016     | Blackpink                                                                     |                                                                   |
| 278 | 23/11/2016     | Kyuhyun                                                                       | Idols Are the Best (với BTOB's Minhyuk)                           |
| 279 | 30/11/2016     | Astro                                                                         | Idols Are the Best (với BTOB's Minhyuk)                           |
| 280 | 07/12/2016     | Sechs Kies                                                                    |                                                                   |
| 281 | 14/12/2016     | Sechs Kies                                                                    |                                                                   |
| 282 | 21/12/2016     | Lee Jin-ah, Jung Seung-hwan, Kwon Jin-ah, Sam Kim                             | Christmas Special Sự xuất hiện đặc biệt: You Hee-yeol             |
| 283 | 28/12/2016     | Jackson (Got7), Jooheon (Monsta X), Junhyung (BEAST, Around Us Entertainment) | 6th Weekly Idol Awards MC đặc biệt: Dahyun (TWICE) SinB (GFriend) |

### 2017
| Tập | Ngày phát sóng | Khách mời                                                        | Chú thích |
| --- | -------------- | ---------------------------------------------------------------- | --- |
| 284 | 04/01/2017     | Big Bang                                                         | |
| 285 | 11/01/2017     | Big Bang                                                         | |
| 286 | 18/01/2017     | Shinhwa                                                          | |
| 287 | 25/01/2017     | Shinhwa                                                          | |
| 288 | 01/02/2017     | MOMOLAND, PENTAGON, VICTON                                       | |
| 289 | 08/02/2017     | NCT 127 + phân đoạn đặc biệt của Big Bang                        | |
| 290 | 15/02/2017     | Bolbbalgan4                                                      | |
| 291 | 22/02/2017     | WJSN                                                             | |
| 292 | 01/03/2017     | Masked Idol + Lovelyz                                            | |
| 293 | 08/03/2017     | G-Friend                                                         | |
| 294 | 15/03/2017     | GOT7                                                             | |
| 295 | 22/03/2017     | Highlight                                                        | |
| 296 | 29/03/2017     | Highlight                                                        | |
| 297 | 05/04/2017     | Monsta X                                                         | |
| 298 | 12/04/2017     | Oh My Girl                                                       | |
| 299 | 19/04/2017     | EXID                                                             | |
| 300 | 26/04/2017     |                                                                  | Tập đặc biệt thứ 300 MC đặc biệt:Heechul (Super Junior), SinB (GFriend), Hani (EXID), Ilhoon (BTOB)                      |
| 301 | 03/05/2017     | WINNER                                                           | |
| 302 | 10/05/2017     | Cross Gene, SF9                                                  | |
| 303 | 17/05/2017     | Twice                                                            | |
| 304 | 24/05/2017     | Twice                                                            | |
| 305 | 31/07/2017     | Triple H                                                         | Masked Idol: Dawon (SF9), Hongseok (PENTAGON), Dayoung (WJSN), Sungjin (Day6) Thắng: Sungjin                             |
| 306 | 07/06/2017     | iKON                                                             | |
| 307 | 14/06/2017     | Astro                                                            | Masked Idol: Dawon (SF9), Hongseok (PENTAGON), Dayoung (WJSN), Shin (Cross Gene) Thắng: Shin                             |
| 308 | 21/06/2017     | Seventeen                                                        | |
| 309 | 28/06/2017     | Apink                                                            | |
| 310 | 05/07/2017     | Blackpink                                                        | Masked Idol: Dawon (SF9), Hongseok (PENTAGON), Dayoung (WJSN), Chaekyung (April) Thắng: Hongseok                         |
| 311 | 12/07/2017     | Yoon Jong-shin,Kim Young-chul,Park Jae-jung,Min-seo,Yoo Yong-min | Mystic Entertainment Special                                                                                             |
| 312 | 19/07/2017     | B.I.G (nhóm nhạc), MAP6, Matilda                                 | Super Rookies Special 3                                                                                                  |
| 313 | 26/07/2017     | MAMAMOO, GFriend                                                 | Summer Vacation Special 1                                                                                                |
| 314 | 02/08/2017     | Turbo                                                            | Summer Vacation Special 2                                                                                                |
| 315 | 09/08/2017     | Wanna One                                                        | Summer Vacation Special 3                                                                                                |
| 316 | 16/08/2017     | Wanna One                                                        | |
| 317 | 23/08/2017     | Sunmi, Kim Chung-ha                                              | Female Solos Special |
| 318 | 30/08/2017     | Raina, Han Dong-geun, NU'EST W, Pristin                          | Pledis Family Special |
| 319 | 06/09/2017     | Raina, Han Dong-geun, NU'EST W, Pristin                          | |
| 320 | 13/09/2017     | Weki Meki, Golden Child                                          | |
| 321 | 20/09/2017     | GFriend                                                          | Masked Idol phần cuối: Dawon (SF9), Dayoung (WJSN), Chaekyung (April), Seungjun (KNK), Sungjin (DAY6), Shin (Cross Gene) |
| 322 | 27/09/2017     | B1A4                                                             | |
| 323 | 04/10/2017     | Highlight, Victon, Oh My Girl, GOT7                              | |
| 324 | 11/10/2017     | GOT7, Sunmi, EXID, Apink (Naeun, Namjoo, Hayoung)                | |